# Tripanurga aldrichi
Tripanurga aldrichi är en tvåvingeart som först beskrevs av Parker 1921.  Tripanurga aldrichi ingår i släktet Tripanurga och familjen köttflugor. Inga underarter finns listade i Catalogue of Life.